# 謝榮熙
謝榮熙（?—?），廣東廣州府三水縣（今廣東省佛山市三水区西三水鎮）人，清朝官员、進士出身。
光緒十四年，中舉；光緒二十一年，登進士，同年五月，以主事分部学习。宣統二年，授吏部主事。